# فیلیپ مونتانیه
فیلیپ مونتانیه (فرانسوی: Philippe Montanier‎؛ زادهٔ ۱۵ نوامبر ۱۹۶۴) بازیکن سابق و مربی فوتبال اهل فرانسه است.
از باشگاه‌هایی که در آن بازی کرده‌است می‌توان به باشگاه فوتبال سن-اتین، باشگاه فوتبال کان، باشگاه فوتبال نانت، و باشگاه فوتبال تولوز اشاره کرد.